# Paris, la métisse
Pour plus de détails, voir Fiche technique et Distribution.
Paris, la métisse est un film français produit par Ekla Production, sorti en 2005,,.

## Fiche technique
- Titre original : Paris, la métisse
- Titre français : Paris, la métisse
- Réalisation et  Scénario  :
- Compositeur : Pascal Bricard
- Ingénieur de son : François Guillaume, Emmanuelle Villard, Camille Limousin, Laurent Benaïm, Guillaume Valeix, Mathieu Leroy

- Montage : Virginie Lefebvre
- Montage son : Violeta Fernandez, Mathieu Leroy, Jean-Baptiste Aubonnet
- Mixage : Thomas Chatel
- Production :  Ekla Production
- Pays d'origine :  France
- Langue : français
- Genre : drame
- Durée : 96 minutes
- Dates de sortie : 2005

## Distinctions
- Prix de la fiction au Festival du Film d’Afrique et des Îles (FIFAI)[4]